# Nikolai Alexejewitsch Ostrowski

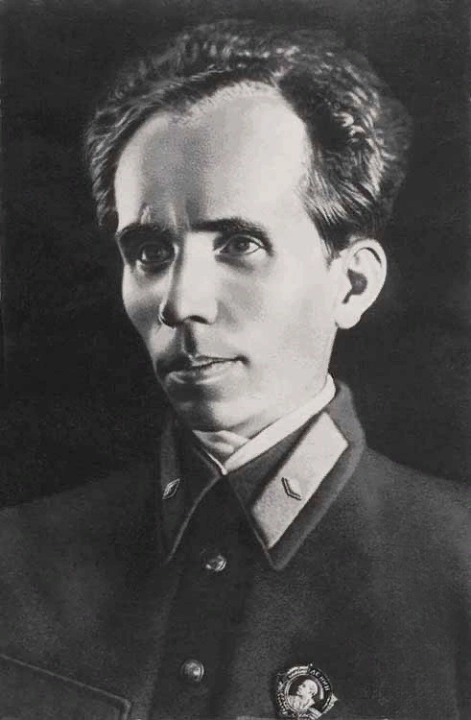
Nikolai Ostrowski

Nikolai Alexejewitsch Ostrowski (* 16. Septemberjul. / 29. September 1904greg. in Wilija, Gouvernement Wolhynien; † 22. Dezember 1936 in Moskau) war ein sowjetischer Schriftsteller und Revolutionär.

## Leben
Schon früh sympathisierte der junge Ostrowski mit der Revolution. Nach der deutschen Okkupation seiner Heimat im Jahr 1918 trat er 1919 dem Komsomol, dem Kommunistischen Jugendverband, bei. Als Freiwilliger im russischen Bürgerkrieg ging er an die Front und kämpfte unter Kotowski in Budjonnys Roter Reiterarmee. 1920 wurde Ostrowski schwer verwundet. Er erblindete auf einem Auge und wurde demobilisiert. 1924 trat er der Kommunistischen Partei bei. Ostrowski, der bereits als Jugendlicher an Morbus Bechterew erkrankte, war seit Ende 1926 ans Bett gefesselt und auf beiden Augen blind. Er begann mit dem Diktieren von Büchern und dem Studium des Marxismus. Im Jahr 1932 begann sein erster und bekanntester, großteils autobiographischer Roman Wie der Stahl gehärtet wurde (Как закалялась сталь) zu erscheinen.
1935 erhielt Ostrowski den Leninorden. Nikolai Ostrowski starb 1936 mit 32 Jahren. Sein dreiteiliger Roman Die Sturmgeborenen (Рождённые бурей) blieb bis auf den ersten Teil unvollendet.

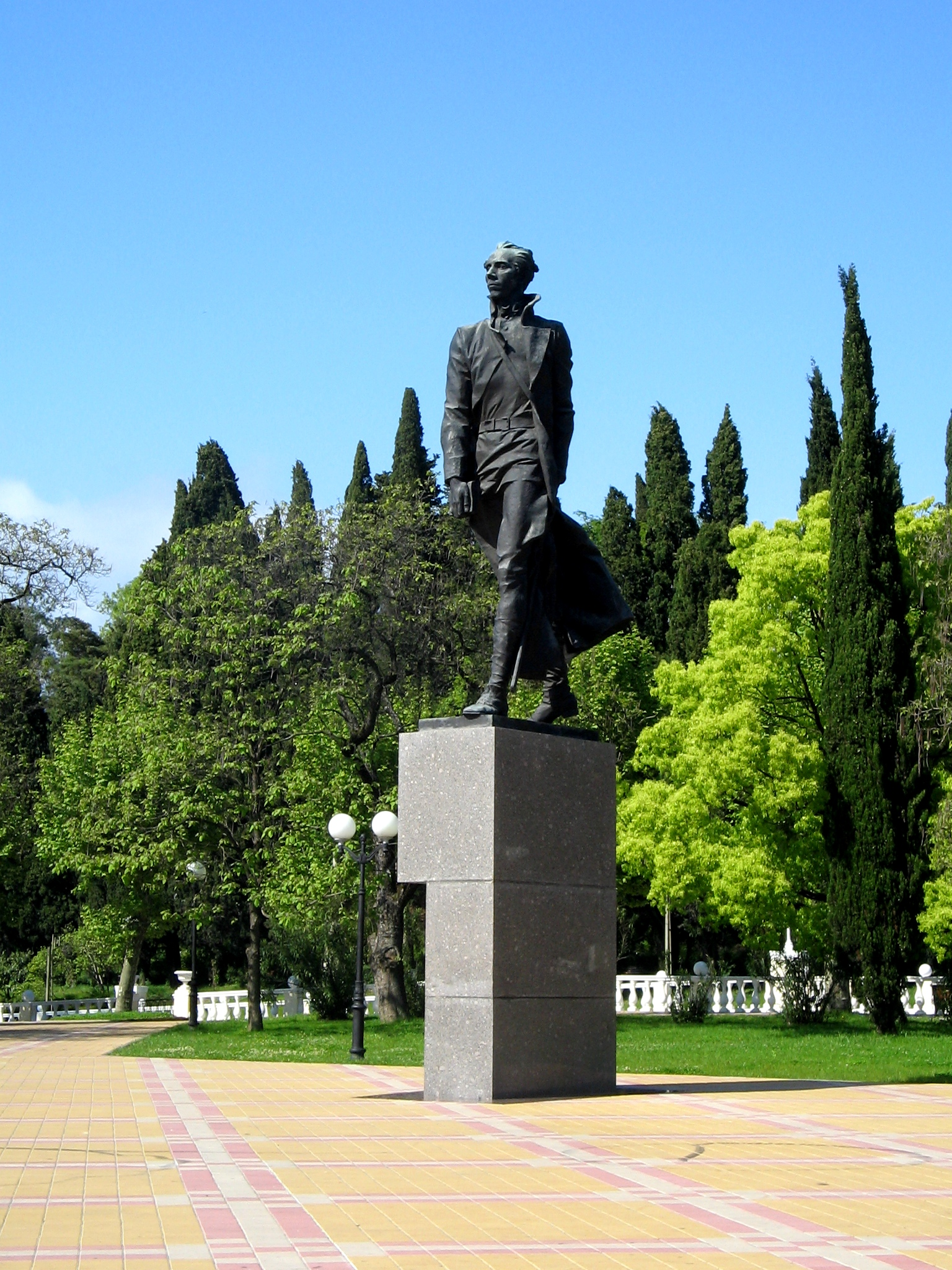
Ostrowski-Denkmal (S. A. Kubassow, W. E. Gorewoi, W. B. Buchajew, 1978–1979), Sotschi

Ostrowski zu Ehren wurden in der DDR zahlreiche Straßen, Schulen und Kindergärten benannt. Einige wenige davon tragen noch heute seinen Namen, so die Ostrowskistraße in Greifswald, Leipzig, Magdeburg und Wolgast. Auch die Wegführung am Bogensee in Wandlitz unmittelbar vor dem ehemaligen Landsitz von Joseph Goebbels, der späteren Jugendhochschule „Wilhelm Pieck“ der Freien Deutschen Jugend, wurde Nikolai-Ostrowski-Straße benannt.
Der am 2. November 1975 entdeckte Asteroid des mittleren Hauptgürtels (2681) Ostrovskij trägt seither seinen Namen.

## Werke
- Wie der Stahl gehärtet wurde (1932) vollständige Online-Ausgabe
- Die Sturmgeborenen